# 逄安
逄 安（ほう あん、? - 27年）は、中国の新代から後漢初期にかけての武将。字は少子。徐州琅邪郡東莞県の人。新代に蜂起した農民軍の赤眉軍における有力部将の一人である。

## 事跡

### 初期の事跡
| 姓名           | 逄安                               |
| 時代           | 新 - 後漢                          |
| 生没年         | ? - 27年（建武3年）                |
| 字・別号       | 少子（字）                         |
| 本貫・出身地等 | 徐州琅邪郡東莞県                   |
| 職官           | 〔赤眉軍部将〕 →左大司馬〔劉盆子〕 |
| 爵位・号等     | 列侯〔更始〕                       |
| 陣営・所属等   | 樊崇→劉盆子                        |
| 家族・一族     | 〔不詳〕                           |

新代に徐州・青州が大飢饉に見舞われ、盗賊が各地に蔓延るようになると、泰山郡で挙兵していた同郷の樊崇の傘下に加わった。この時、東海郡の徐宣・謝禄・楊音も仲間になっている。地皇3年（22年）、王莽は、赤眉軍を討伐するために、更始将軍・平均公廉丹・太師王匡の軍を派遣したが、赤眉軍はこれを撃破し、廉丹を討ち取っている。
更始元年（23年）10月、洛陽に遷都した更始帝（劉玄）に樊崇らと共に降り、逄安は列侯に封じられている。しかし、赤眉軍の諸将は領地を与えられず、養えなくなった部下の兵士が逃走し始めたため、洛陽から逃亡して再び自軍の下に戻った。赤眉軍は潁川郡に入り、軍を2つに分け、一軍を樊崇が率い、もう一軍を徐宣が率い、逄安は樊崇の指揮下に加わっている。樊崇軍は長社（潁川郡）・宛（南陽郡）を攻略していった。
赤眉軍は連戦連勝しながらも疲弊し、兵士たちは東へ帰ることを求め始めた。樊崇らは、東へ戻れば軍が瓦解すると判断し、あくまで更始帝の拠る長安へ進攻することにしている。更始2年（24年）冬、樊崇軍は武関から、徐宣軍は陸渾関から、それぞれ三輔へ進入し、更始3年（25年）1月には弘農郡で両軍が合流した。

### 劉盆子擁立と長安支配
赤眉軍はさらに更始軍を撃破して、華陰に到達する。ここで、同年6月、赤眉軍は劉盆子を皇帝に擁立して、建世元年と号し、逄安は左大司馬に任命されている。その後赤眉軍は、長安を攻め落として更始政権を滅ぼした。
しかし、赤眉軍の支配は乱脈の限りで、長安やその周辺で略奪狼藉を繰り返した。周辺勢力との戦いも続き、建世2年（26年）9月、逄安は赤眉軍の主力部隊を率いて、杜陵（京兆尹）に駐屯していた延岑・李宝と交戦している。緒戦は李宝を降伏させるなど優勢に立った。しかし李宝の降伏は偽装であり、逄安が延岑を破って帰陣すると、幟旗が李宝のものに替っており、これを本陣が奪われたと判断した赤眉軍は潰走し、谷底に雪崩れ込んで十万人余りが死すという壊滅的打撃を受けている。その上、糧食がつきてしまったこともあり、同年12月、赤眉軍の諸将は東へ帰る決断をした。

### 後漢への降伏とその後
建世3年（27年）、赤眉軍は、光武帝（劉秀）配下の大司徒鄧禹の軍を各地で撃破しながら懸命に東へ逃走したが、崤底（弘農郡黽池県）で馮異率いる漢軍に大敗した。赤眉軍は宜陽（弘農郡）へ逃れたが、ここで光武帝らが率いる漢の大軍に正面を防がれ、ついに樊崇・徐宣・逄安以下30人の赤眉軍の将は肉袒（上半身を肌脱ぎ）して降伏した。
その後、逄安は洛陽に妻子と共に居住したが、同年夏、樊崇と共に謀反して誅された。

## 関連記事
- 新末後漢初
- 赤眉軍